# Vitali Dzhenia
Vitaly Dzhenia , (del ruso: Виталию Джения), es un escultor y pintor abjasio

## Datos biográficos
En su infancia y juventud Vitaly Dzhenia ya mostraba predisposición a la labor escultórica, modelando la arcilla o tallando la madera con habilidad.
Durante su servicio militar en el ejército soviético realizó retratos de sus compañeros que causaron admiración. Esto le animó a adquirir los conocimientos técnicos necesarios para el desarrollo de sus habilidades artísticas. En 1970 ingresó en la Escuela de Arte de Sukhumi, estudiando escultura con el profesor Vitaly Lakrbe (del ruso: Виталию Лакрбе). Después de graduarse con honores en 1974 trabajó un año como escenógrafo de la película producida por Lenfilm "Amor a primera vista" - en ruso: Любовь с первого взгляда. e ingresó en la Academia de Artes de Tiflis, donde se graduó en 1981. Allí comienza su labor profesional como escultor, realizando desde entonces muchas exposiciones en Abjasia y Rusia. y a nivel internacional en Alemania e Italia.
Su obra está centrada en la figura humana, con la influencia del gran escultor ruso Alexander Matveyev (1878-1949; en ruso: Александр Матвеев), rindiendo culto a la escultura antigua y bajo la influencia del escultor francés Aristide Maillol. Esto puede verse en sus esculturas de figuras humanas y desnudos.
Entre las obras talladas en madera por Vitaly Dzhenia destaca el "Memorial Delba Saida " (Памяти Саиде Делба) de 1997, la figura de una mujer que parece volar conservada en el Museo de Arte de Sochi.  (enlace roto disponible en Internet Archive; véase el historial, la primera versión y la última).